# Phương trình Lotka–Volterra
Phương trình Lotka–Volterra hay mô hình Lotka–Volterra hay còn gọi là phương trình kẻ săn mồi và con mồi hay gọi đơn giản là bài toán về kẻ săn mồi và con mồi là một dạng phương trình vi phân do Alfred J. Lotka đưa ra từ sự bổ sung, phát triển bởi Vito Volterra, phương trình này giải thích về sự cân bằng sinh thái trong hệ sinh thái giữa thú săn mồi và con mồi trong mối tương quan về dân số.

## Lịch sử
Phương trình này xuất hiện vào quãng năm 1925, về sự thay đổi mang tính tuần hoàn của dân số các loài sinh vật trong một môi trường sinh thái nào đó, mà ở đó có các con vật thuộc loại săn mồi và các con vật thuộc loại con mồi. Ví dụ như trong rừng có các con hổ săn bắt các con hươu, hay ở dưới biển có các con cá to thuộc loại săn mồi ăn các con cá nhỏ thuộc loại bị săn (cá lớn nuốt cá bé), hay ngay trong một môi trường rất nhỏ cũng có thể có các con vi khuẩn thuộc loại săn mồi ăn các con vi khuẩn thuộc loại bị săn.
Một trong các xuất phát điểm của mô hình Lotka-Volterra chính là các quan sát của nhà sinh vật học người Italia tên là Umberto D'Aconna về việc trong khoảng thời gian chiến tranh thế giới lần thứ nhất, khi lượng đánh bắt cá ở cảng Fiume (thuộc Italia vào thời điểm đó, ngày nay thuộc Croatia) giảm đi, thì tỷ lệ cá thuộc loại thuộc nhóm cá săn mồi tăng lên đột biến so với những năm trước và sau đó. Nghĩa là khi quần thể người đạt giá trị tối đa, quần thể cá sẽ giảm dần và điều này sẽ dẫn đến một sự giảm đột ngột trong dân số.
Số lượng kẻ săn mồi giảm đi cho phép quần thể cá có thể phát triển trở lại, dẫn đến quần thể người sẽ tăng lên và chu kỳ cứ thế lặp lại. Những mức độ thực sự của sự tăng giảm này phụ thuộc vào những quỹ đạo nào được vạch ra. Môi trường thay đổi có thể chuyển hệ sinh thái từ một quỹ đạo sang một quỹ đạo khác nhưng độ dao động tại từng thời điểm sẽ tiếp tục và không có khuynh hướng trở về một trạng thái cân bằng. Đây chính là điểm hạt nhân hợp lý.
D'Aconna cung cấp các số liệu quan sát cho Vito Volterra, và Volterra đã nghiên cứu đưa ra mô hình toán học nhằm giải thích. Ngay sau đó, các mô hình sinh thái được nhà toán học người Mỹ tên là Alfred James Lotka nghiên cứu, dựa trên mô hình dân số của Votlterra và của những người đi trước như là Pierre François Verhulst. Mô hình Lotaka-Volterra trở nên nổi tiếng ở lĩnh vực dân số học trong sinh vật (population biology), các mô hình khác về tương tác dân số giữa loài đi săn và loài bị săn đều có thể coi là mở rộng của mô hình này. Các mở rộng đó có thể là thay thế một loài bị săn bằng nhiều loài bị săn (sẽ thành hệ có nhiều biến hơn), thêm điều kiện về chỗ trú ẩn cho con mồi, khả năng các con mồi bị tiêu diệt hoàn toàn, thay vì biến đổi dân số tuần hoàn thì có thể biến đổi một cách hỗn loạn hơn.

## Nội dung
Giả định, một hòn đảo biệt lập mà loài săn mồi sinh sống trên đó chỉ có một nguồn thức ăn duy nhất là hươu là con mồi. Cuộc sống tiếp diễn binh thường cho đến khi số lượng quần thể hươu nai thay đổi. Đặt x(t) là quần thể hươu tại thời điểm t và y(t) là số lượng kẻ săn mồi. Giả sử rằng loài hươu khi không bị tác động ngẫu nhiêu phát triển theo một hàm mũ và, tỷ lệ chết đói của quần thể thú săn mồi lớn hơn tỷ lệ sinh nên vì vậy, nó giảm dần cũng theo một hàm mũ. Số lượng hươu bị bắt ăn thịt sẽ phụ thuộc vào tần số chạm trán với mãnh thủ. Nếu ta giả sử rằng, nếu sự gặp gỡ xảy ra, có một xác suất cố định rằng mãnh thú sẽ bắt được một con hươu và thời gian để ăn con hươu đó không đáng kể.
Ta có được công thức của phương trình như sau:
{\displaystyle {\begin{aligned}{\frac {dx}{dt}}=\alpha x-\beta xy\\{\frac {dy}{dt}}=\delta xy-\gamma y\end{aligned}}}
Trong đó:
- x là số lượng của con mồi (ví dụ như: hươu);
- y là số lượng của động vật săn mồi (ví dụ như: hổ);
- {\displaystyle {\tfrac {dy}{dt}}} và {\displaystyle {\tfrac {dx}{dt}}} là chỉ số phát triển về quần thể của hai loài trong một khoảng thời gian;
- t đại diện cho thời gian; và
- {\displaystyle \alpha }, {\displaystyle \beta }, {\displaystyle \gamma } và {\displaystyle \delta } là hằng số dương mô tả dân số hai loài.

Về con mồi, công thức như sau: 
{\displaystyle {\frac {dx}{dt}}=\alpha x-\beta xy~.}
Về kẻ săn mồi, công thức như sau:
{\displaystyle {\frac {dy}{dt}}=\delta xy-\gamma y~.}
Từ phương trình này đi đến nhận định là: Dân số của loài săn mồi và con mồi cùng biến đổi một cách tuần hoàn theo một chu kỳ và khi dân số của con mồi tăng lên thì có giai đoạn tăng rất nhanh. Giả sử có hai loài vật, loài săn mồi, và loài bị săn. Thức ăn cho loài bị săn thì thừa thãi, nên dân số của con mồi (ký hiệu x), sẽ có xu hướng tăng lên, theo tốc độ tăng trưởng là hằng số a, nếu như chúng không bị săn bắt. Ngược lại, dânsố của loài săn mồi (ký hiệu y) sẽ có xu hướng giảm đi theo tốc độ giảm là hằng số b nếu như không bắt được loài kia làm mồi. Khi có mồi thì dân số của loài săn mồi tăng lên, với tốc độ tỷ lệ thuận với số mồi, còn ngược lại dân số của loài bị săn lại giảm đi với tốc độ tỷ lệ thuận với số lượng của loài đi săn.
Mối tương quan trực tiếp giữa con mồi và kẻ săn mồi còn thể hiện qua biểu đồ sau:
Hệ này cho thấy tâm điểm là một điểm yên ngựa hay hinh sin. 
{\displaystyle x(\alpha -\beta y)=0\,}
{\displaystyle -y(\gamma -\delta x)=0\,}
Giả sử x và y nằm giữa khu vực cân bằng
{\displaystyle \left\{y=0,x=0\right\}\,}
Và
{\displaystyle \left\{y={\frac {\alpha }{\beta }},x={\frac {\gamma }{\delta }}\right\},\,}
Như thế là cả hai đều cân bằng.
Hệ trên cũng cho thấy điểm uốn nằm tại tâm. 
Công thức: 
{\displaystyle J(x,y)={\begin{bmatrix}\alpha -\beta y&-\beta x\\\delta y&\delta x-\gamma \end{bmatrix}}.}
Bởi vì một quỹ đạo điển hình là một đường cong đóng, x và y phải biến động theo thời gian tại từng thời điểm, trừ khi hoặc x hoặc y có giá trị đầu là 0. Giá trị cực đại (cực tiểu) của y xảy ra sau ¼ thời điểm sau khi x đạt cực đại (cực tiểu). Nghĩa là khi quần thể thú săn đạt giá trị tối đa, quần thể hươu sẽ giảm dần và điều này sẽ dẫn đến một sự giảm đột ngột trong dân số. Số lượng kẻ săn mồi giảm đi cho phép quần thể hươu có thể phát triển trở lại, dẫn đến quần thể thú ăn thịt sẽ tăng lên và chu kỳ cứ thế lặp lại. Những mức độ thực sự của sự tăng giảm này phụ thuộc vào những quỹ đạo nào được vạch ra. Môi trường thay đổi có thể chuyển hệ sinh thái từ một quỹ đạo sang một quỹ đạo khác nhưng độ dao động tại từng thời điểm sẽ tiếp tục và không có khuynh hướng trở về một trạng thái cân bằng.

## Ý nghĩa
Phương trình này là một trong những công cụ để giải thích nguồn gốc của cân bằng sinh thái. Trong một hệ sinh thái, vật chất luân chuyển từ thành phần này sang thành phần khác. Đây là một chu trình tương đối khép kín. Trong điều kiện bình thường, tương quan giữa các thành phần của hệ sinh thái tự nhiên là cân bằng. Cân bằng sinh thái không phải là một trạng thái tĩnh của hệ. Khi có một tác nhân nào đó của môi trường bên ngoài, tác động tới bất kỳ một thành phần nào đó của hệ, nó sẽ biến đổi. Sự biến đổi của một thành phần trong hệ sẽ kéo theo sự biến đổi của các thành phần kế tiếp, dẫn đến sự biến đổi cả hệ.
Sau một thời gian, hệ sẽ thiết lập được một cân bằng mới, khác với tình trạng cân bằng trước khi bị tác động. Bằng cách đó hệ biến đổi mà vẫn cân bằng. Trong quá trình này động vật ăn cỏ và vi sinh vật đóng vai trò chủ đạo đối với việc kiểm soát sự phát triển của thực vật. Khả năng thiết lập trạng thái cân bằng mới của hệ là có hạn. Nếu một thành phần nào đó của hệ bị tác động quá mạnh, nó sẽ không khôi phục lại được, kéo theo sự suy thoái của các thành phần kế tiếp, làm cho toàn hệ mất cân bằng, suy thoái. Hệ sinh thái càng đa dạng, nhiều thành phần thì trạng thái cân bằng của hệ càng ổn định.
Các hệ sinh thái tự nhiên bền vững có đặc điểm là có rất nhiều loài, mỗi loài là thức ăn cho nhiều loài khác nhau. Ví dụ như: trên các cánh đồng cỏ, chuột thường xuyên bị rắn, chó sói, cáo, chim ưng, cú mèo... săn bắt. Bình thường số lượng chim, trăn, thú, chuột cân bằng với nhau. Khi con người tìm bắt rắn và chim thì chuột mất kẻ thù, thế là chúng được dịp sinh sôi nảy nở. Cân bằng sinh thái là trạng thái ổn định tự nhiên của hệ sinh thái, hướng tới sự thích nghi cao nhất với điều kiện sống. Cân bằng sinh thái được tạo ra bởi chính bản thân hệ và chỉ tồn tại được khi các điều kiện tồn tại và phát triển của từng thành phần trong hệ được đảm bảo và tương đối ổn định. Con người cần phải hiểu rõ các hệ sinh thái và cân nhắc kỹ trước khi tác động lên một thành phần nào đó của hệ, để không gây suy thoái, mất cân bằng cho hệ sinh thái.

## Tác động
Nắm được bản chất của phương trình này, con người có thể tác động vào hệ sinh thái để đạt được những mục đích của mình, thông qua việc tác động vào các tham số của phương trình. Tác động của con người đối với hệ sinh thái rất lớn, có thể phân ra các loại tác động chính như là:
- Tác động vào cơ chế tự ổn định, tự cân bằng của hệ sinh thái: Cơ chế của hệ sinh thái tự nhiên là tiến tới tỷ lệ P/R=1; P/B=0. Cơ chế này không có lợi cho con người, vì con người cần tạo ra năng lượng cần thiết cho mình bằng cách tạo ra hệ sinh thái có P/R > 1 và P/B > 0. Do vậy, con người thường tạo ra các hệ sinh thái nhân tạo (đồng cỏ chăn nuôi, đất trồng lương thực thực phẩm). Các hệ sinh thái này thường kém ổn định. Để duy trì các hệ sinh thái nhân tạo, con người phải bổ sung thêm năng lượng dưới dạng sức lao động, xăng dầu, phân bón.
- Tác động vào cân bằng sinh thái, thông qua việc: Săn bắn quá mức, đánh bắt quá mức gây ra sự suy giảm một số loài và làm gia tăng mất cân bằng sinh thái. Săn bắt các loài động vật quý hiếm như hổ, tê giác, voi... có thể dẫn đến sự tuyệt chủng nhiều loại động vật quý hiếm. Lai tạo các loài sinh vật mới làm thay đổi cân bằng sinh thái tự nhiên. Các loài lai tạo thường kém tính chống bệnh, dễ bị suy thoái. Mặt khác, các loài lai tạo có thể tạo ra nhu cầu thức ăn hoặc tác động khác có hại đến các loài khác hoặc đối với con người.